# コトリバコ
コトリバコ（子取り箱）は、2005年6月6日に匿名掲示板「2ちゃんねる」のオカルト板のスレッド「死ぬほど洒落にならない怖い話を集めてみない? 99」に投稿された怪談、及びその怪談に登場する呪具の名称である。作中では苛烈な差別に耐えかねた被差別部落が、間引いた子どもの遺体の一部を用いて製作した呪具であると説明される。
2000年代日本におけるインターネット発の怪異譚を代表する作品であり、のちの『八尺様』をはじめとした「集落に隠された因習と謎についての恐怖譚」、すなわち民俗学的ホラージャンルの日本における隆盛に多大な影響を与えた作品であると評価されている。

## あらすじ

### 2005年6月6日の投稿
「小箱」を名乗る島根県のユーザーAが、友人M（兼業神職を務める神主の家の生まれで、霊感が強い）と共に体験したという話である。ある日、A、M、Mの交際相手K、女友達Sの4人で遊びに行こうとA自宅に集合したところ、Sが自宅の納屋から見つけたという20センチメートル四方ほどの木箱を持ってくる。
箱を見たMは尋常でなく怯えた反応を見せ、父に電話をかけて「コトリバコ」を友人が持ってきたことや、その形状が「シッポウ」であることなどを伝え、覚悟を決してSのお祓いを始める。自分の手を包丁で切りつけて出た血液をSに飲ませて呪文のようなものを唱えるとSが嘔吐し、それを見てSのお祓いが完了したと判断したMは、電話越しに父から呪文のようなものを教えてもらいながらコトリバコ本体へのお祓いを済ませる。
後日Mと会ったAが箱の正体を問うたところ、Mは「まぁあんまり知らんほうがええよ」と言いつつ、Sの出身が某所の部落であること、コトリバコの中身は怨念そのもので、けっこうな数の人差し指の先とへその緒が入っていること、コトリバコは差別によって生み出されたものであると話す。
洒落怖99での投稿後、コトリバコについてMとSと電話で話したAが、内容報告のため同日のうちに専用スレッドに現れる。Mが言うには、コトリバコは子どもと子どもを産める女性にのみ効果があり、漢字では「子取り箱」と書くという。

### 2005年6月8日の投稿
翌7日、当事者であるA、M、S、Kに加えて、Sの両親・祖母、隣家のおじいさんJを交えてS宅で話をする。Jによると、今回出てきた箱は「チッポウ」（後述）で、箱の力を弱めるためにJ家、S家を含む3家で管理してきたものである。管理担当家の家主が亡くなるごとに次の家へ管理を移す決まりになっており、箱の中身が弱まった頃合いでM家の神社に処理してもらう予定であった。本来はJ家がコトリバコを管理する順番であったが、S家の先代が亡くなった際に連絡がなかったためこれ幸いにと箱の引き継ぎから逃れていた。告白を終えたJはS家に謝罪し、Mも箱の恐怖から逃れようとしたJの行いに理解を示したうえで、箱の由来の説明を始める。
曰く、1860年代後半～80年代前半頃のこの地域は苛烈な部落差別によってひどく困窮しており、たびたび子どもを間引かなければならない状況にあった。そんな中、1860年代後半に隠岐の島で反乱を首謀した側の人物AAが村に落ち延びてくる。厄介事を抱え込みたくない村人はAAを殺害しようとしたものの、AAは「武器」すなわちコトリバコの作り方を教えることと引き換えに助命を乞い、加えて最初に作った箱をAAに譲ることを要求し、村人たちは条件を飲む。AAが作成した「ハッカイ」の威力を目の当たりにした村人たちはさっそく「チッポウ」を作り、庄屋に贈ったところ威力はてきめんであり、呪いを盾に部落への不干渉を要求したところすぐさま干渉が止んだという。差別は止んだが、村人たちはその後13年にわたって計16の箱を作った。
箱を作り始めてから13年目、村の子供が監視の目を潜り抜けてチッポウを家に持ち帰ってしまい多数の犠牲者が出る事件が発生し、恐怖した村人たちは箱の処分を決める。AAから寺では箱を処分できず、○（原文ママ）を祀る神社でなければならないことを聞いていたため、村の代表者がM家の神社に処理を依頼する。しかし当時は箱の力が強すぎたため、M家が複数の家の持ち回りで箱の力を弱めることを提案し、冒頭でJが話したルールが策定されていた。M曰く今回処理したのは最初のチッポウで、残るチッポウ2箱以外はMの祖父の代で処分済みであるという。
一連の投稿の最後に小箱はコトリバコに関してわかっていることが少ないと述べ、スレッドの閲覧者に向けて情報提供を呼びかける。

## 箱について
簡単に開けられない複雑な構造の木箱をメスの動物の血で満たして1週間待ったのち、間引いた子どもの体の一部を入れていくことで作られる。生後間もない子はへその緒、人差し指の先、内臓から絞った血を、7歳までの子は人差し指の先と内蔵から絞った血を、10歳までの子は人差し指の先を箱に入れ、蓋をして完成する。ただし、この作り方は投稿主によって一部省かれているという。
呪いは箱の周囲にいる子どもと女性の内蔵を徐々に破壊して死に至らしめるというもので、箱に入れた子どもの数が多いほど呪いは強くなっていく。子どもを1人入れた箱は「イッポウ」、2人は「ニホウ」、3人は「サンポウ」、4人は「シッポウ」、5人は「ゴホウ」、6人は「ロッポウ」、7人は「チッポウ」、そして8人入れたものは「ハッカイ」と呼ばれる。
作中では、制作者であるAAは7人以上は入れてはいけない（「ハッカイ」は作ってはいけない）と述べながらも、自身が持っていく箱だけは7歳までの子を8人入れた「ハッカイ」を製作する。Mは、子どもを殺して呪具を作るというおぞましい行為を村人が飲んだ理由について「それだけものすごい迫害だったんだろうね」と推測している。

## 反響

### 投稿直後
2024年現在、一般に知られているコトリバコの内容は、「小箱」というハンドルネームを名乗る人物が匿名掲示板「2ちゃんねる」のオカルト板のスレッド「死ぬほど洒落にならない怖い話を集めてみない? 99」およびそこから派生したコトリバコ専用スレッド「ことりばこ」に2005年6月6日に投稿した内容、および同月8日にコトリバコ専用スレッドに投稿した内容をまとめたものである。
コトリバコは6月6日昼頃の投稿直後から大きな反響を呼び、同日の夕方頃には「pino」というハンドルネームを名乗る人物が専用スレッド「ことりばこ」を立て、同月8日には小箱による続報が書き込まれたほか、以降2ちゃんねる利用者たちによってさまざまな考察が展開された。また、同スレッドには日本各地に伝わる呪いの箱に関する怪談が多数報告された。なお廣田は、その多くは当該スレッド以外に情報がなく、参加者による創作であろうと推測している。小箱は同年6月14日を最後にスレッドに姿を現さなくなったが、「ことりばこ」スレッドはその後も2006年8月まで18スレにわたって続き、2021年時点の５ちゃんねるでもコトリバコ関連の現行スレッドが見受けられる。
また、小箱の書き込みを読んだ時点で体調を崩したという書き込みが多数みられる。2005年6月7日には女性利用者による腹痛や頭痛を訴える書き込みが同スレッドにて頻発するようになり、数日後には生理不順や生理痛の悪化を訴える書き込みが見られるようになった。そういった書き込みがあまりに多かったために以降の同スレッドでは生理に関する話題が禁止となっており、そのためかコトリバコは2007年に「検索してはいけない言葉」に掲載され、廣田はスレッドでのこうした一連の流れもまた、『コトリバコ』という怪談を形作る要素のひとつであると述べている。

### その後の受容
コトリバコは2ちゃんねる発の怪異譚の代表格として受容されており、その概念は初出以降、映画、フリーゲーム、漫画、ライトノベル等のさまざまなポップカルチャーに転用されている。また、翻訳されて日本語圏外でも読まれており、韓国のナムウィキでは遅くとも2011年1月28日にはコトリバコの個別解説記事が存在していた。
吉田悠軌は、2000年代後半のネットホラーに「集落に隠された因習と謎についての恐怖譚」が多数登場している点を指摘し、コトリバコこそがその方向性を決定づけた作品であり、現代怪談史に特筆すべき作品であると評している。廣田龍平はコトリバコの系譜を、1999年頃の『犬鳴村』や2000年の『やばい集落』の流行に端を発する「田舎の異常なコミュニティにおける恐怖譚」というジャンルの隆盛に求め、それらが「自分や親族が田舎の異常や風習や信仰に巻き込まれる」という流行に変化し、『くねくね』や『コトリバコ』が誕生したのだと論じている。そして、コトリバコを民俗学的テーマを扱ったインターネットホラーの頂点に位置する作品であると評している。一方で犬鳴村やコトリバコの恐怖の源泉が田舎や山奥に対する差別的認識にこそある点を指摘し、こうした偏見に基づく創作物は1960年代の秘境ブーム、1970年代の横溝正史ブーム、2010年代後半のフォークホラージャンルの広がりや「因習村」概念の誕生に至るまで連綿と続いているものであり、コトリバコもその流れに位置づけられる作品であると考察している。

## 考察
朝里樹は、島根県および隠岐諸島にはコトリバコに類する伝承は存在しないと述べている。また、吉田悠軌はコトリバコについて、時代考証の不備をあげて実話ではなく創作であると断じている。具体的には、江戸時代の西日本においては間引きよりも堕胎処置のほうが主に行われていたところ、明治最初期の島根県で間引きが頻繁に行われていた地域があったとは考えにくい点、コトリバコの間引きの対象は10歳未満の子どもであるところ、ある程度成長した少年少女を口減らしする場合は奉公に出すのが一般的であった点を指摘している。吉田はこう断じる一方で、「子殺し」にまつわる時代考証の誤りはきわめて現代的な怪談イメージに基づくものであり、この誤りこそがコトリバコの恐怖の源泉であると述べている。すなわち、近世以前に相手の家を絶やす目的の呪具をつくるのであれば攻撃対象は跡取りの男性となるはずである。にもかかわらず子どもと女性を攻撃対象としているのは、男性同士の争いによって母子が理不尽に苦しめられることにおぞましさを覚える現代的な価値観に基づいて創作されているからだと考察している。この点、東南アジアにおけるクマントーン（胎児のミイラを用いた呪物）は戦争の道具として男性が男性を呪う構図となる点がコトリバコとは異なるとし、コトリバコの発想の原点はアジアの幼児霊信仰ではなく、むしろコインロッカーベイビーにあるのではないかと推測している。

## コトリバコを扱った作品
小説
- 宮澤伊織 『裏世界ピクニック』 早川書房〈ハヤカワ文庫JA〉2017年
- 藍沢羽衣『恐怖チャンネル 不幸をまねくコトリバコ』集英社〈集英社みらい文庫〉2021年

映画
- 清水崇（監督）、保坂大輔、清水崇（脚本）『樹海村』ブースタープロジェクト、2021年

ゲーム
- 夕闇の季節『怪異症候群』（Windows）2011年